# Bennett Springs (Nevada)
Bennett Springs – jednostka osadnicza w Stanach Zjednoczonych, w stanie Nevada, w hrabstwie Lincoln.